# 达伦·兰格
达伦·兰格（英語：Darren Lange，1971年8月5日—），澳大利亚男子游泳运动员。他曾代表澳大利亚参加1994年英联邦运动会游泳比赛，获得一枚金牌和一枚银牌。他也曾参加1992年夏季奥林匹克运动会。